# Gerard Badía
Gerard Badía Cortés (ur. 18 października 1989 w Horta de Sant Joan) – hiszpański piłkarz, występujący na pozycji pomocnika, wieloletni zawodnik Piasta Gliwice.

## Przebieg kariery
Badía grę w piłkę zaczynał w CD Tortosa, skąd latem 2008 przeniósł się do CF Gavà. Rok później został zawodnikiem rezerw Realu Murcia. Po kolejnym roku zdecydował się podpisać kontrakt z CD Guadalajara, w której występował przez trzy lata. Latem 2013 związał się z SD Noja.
W lutym 2014 został na pół roku wypożyczony do Piasta Gliwice, a latem tego samego roku trafił do klubu na stałe. Łącznie przed siedem i pół sezonu rozegrał w barwach gliwickiego klubu 214 spotkań, w których strzelił 31 goli oraz zanotował 40 asyst. Razem z Piastem zdobył złoty, srebrny i brązowy medal mistrzostw Polski, a od 2017 był kapitanem zespołu. Przez ten czas bardzo związał się z klubem i miastem, został też wybrany przez kibiców i ekspertów do Galerii Legend Ekstraklasy za okres 2011–2020. 
14 lipca 2021 roku podpisał kontrakt z hiszpańskim FC Ascó. Po zakończeniu kariery w 2022 podjął pracę w zakładzie wulkanizacyjnym.

## Statystyki kariery
(aktualne na dzień 5 stycznia 2019)
| Klub                 | Sezon              | Liga               | Liga  | Liga   | Puchar | Puchar | Europa | Europa | Inne  | Inne   | Suma  | Suma   |
| Klub                 | Sezon              | Liga               | Mecze | Bramki | Mecze  | Bramki | Mecze  | Bramki | Mecze | Bramki | Mecze | Bramki |
| -------------------- | ------------------ | ------------------ | ----- | ------ | ------ | ------ | ------ | ------ | ----- | ------ | ----- | ------ |
| CF Gavà              | 2008/09            | Segunda División B | 25    | 3      | 2      | 1      | –      | –      | –     | –      | 27    | 4      |
| Real Murcia B        | 2009/10            | Segunda División B | 12    | 0      | –      | –      | –      | –      | –     | –      | 12    | 0      |
| CD Guadalajara       | 2010/11            | Segunda División B | 20    | 1      | 0      | 0      | –      | –      | 6     | 0      | 26    | 1      |
| CD Guadalajara       | 2011/12            | Segunda División   | 26    | 2      | 0      | 0      | –      | –      | –     | –      | 26    | 2      |
| CD Guadalajara       | 2012/13            | Segunda División   | 13    | 0      | 1      | 0      | –      | –      | –     | –      | 14    | 0      |
| SD Noja              | 2013/14            | Segunda División B | 18    | 1      | 0      | 0      | –      | –      | –     | –      | 18    | 1      |
| Piast Gliwice (wyp.) | 2013/14            | Ekstraklasa        | 15    | 0      | 0      | 0      | –      | –      | –     | –      | 15    | 0      |
| Piast Gliwice        | 2014/15            | Ekstraklasa        | 31    | 4      | 2      | 2      | –      | –      | –     | –      | 33    | 6      |
| Piast Gliwice        | 2015/16            | Ekstraklasa        | 30    | 2      | 1      | 2      | –      | –      | –     | –      | 31    | 4      |
| Piast Gliwice        | 2016/17            | Ekstraklasa        | 20    | 4      | 1      | 0      | 1      | 0      | –     | –      | 21    | 4      |
| Piast Gliwice        | 2017/18            | Ekstraklasa        | 20    | 2      | –      | –      | –      | –      | –     | –      | 20    | 2      |
| Piast Gliwice        | 2018/19            | Ekstraklasa        | 9     | 1      | 2      | 0      | –      | –      | –     | –      | 11    | 1      |
| Ogólnie w karierze   | Ogólnie w karierze | Ogólnie w karierze | 239   | 20     | 10     | 5      | 1      | 0      | 6     | 0      | 255   | 25     |

## Sukcesy

### Piast Gliwice
- Mistrzostwo Polski: 2018/2019
- Wicemistrzostwo Polski: 2015/2016
- Brązowy medal mistrzostw Polski: 2019/2020